# Vùng liên bang Volga

Vùng liên bang Volga (Privolzhsky) (tiếng Nga: Приво́лжский федера́льный о́круг, Privolzhsky federalny okrug) là một trong 8 vùng liên bang của Nga. Vùng này hình thành phần phía đông nam lãnh thổ châu Âu của nước Nga (phía nam giáp Kazakhstan). Dân số vùng là 29,899,699 người theo điều tra dân số năm 2010. Diện tích vùng là 1.038.000 km². GDP cả vùng là 229 tỷ USD. Cả vùng gồm 14 chủ thể liên bang. Năm chủ thể liên bang ở phần phía bắc của vùng liên bang Volga thuộc Vùng kinh tế Volga-Vyatka. Năm chủ thể ở phía nam thuộc Vùng kinh tế Povolzhsky cùng với ba chủ thể của Vùng liên bang Phía Nam. Bốn chủ thể ở phía đông lại thuộc Vùng kinh tế Ural.

## Các chủ thể liên bang
| Volga Federal District | Volga Federal District | Volga Federal District | Volga Federal District       |
| #                      | Cờ                     | Chủ thể liên bang      | Thủ phủ/Trung tâm hành chính |
| ---------------------- | ---------------------- | ---------------------- | ---------------------------- |
| 1                      |                        | Cộng hòa Bashkortostan | Ufa                          |
| 2                      |                        | Tỉnh Kirov             | Kirov                        |
| 3                      |                        | Cộng hòa Mari El       | Yoshkar-Ola                  |
| 4                      |                        | Cộng hòa Mordovia      | Saransk                      |
| 5                      |                        | Tỉnh Nizhny Novgorod   | Nizhny Novgorod              |
| 6                      |                        | Tỉnh Orenburg          | Orenburg                     |
| 7                      |                        | Tỉnh Penza             | Penza                        |
| 8                      |                        | Vùng Perm              | Perm                         |
| 9                      |                        | Tỉnh Samara            | Samara                       |
| 10                     |                        | Tỉnh Saratov           | Saratov                      |
| 11                     |                        | Cộng hòa Tatarstan     | Kazan                        |
| 12                     |                        | Cộng hòa Udmurt        | Izhevsk                      |
| 13                     |                        | Tỉnh Ulyanovsk         | Ulyanovsk                    |
| 14                     |                        | Cộng hòa Chuvash       | Cheboksary                   |